# Sankt Gallen Bears 2017
Questa voce raccoglie le informazioni riguardanti i Sankt Gallen Bears nelle competizioni ufficiali della stagione 2017.

## Lega C 2017

### Stagione regolare
| San Gallo 9 aprile 2017, ore 14:00 CEST 2ª giornata | Sankt Gallen Bears | 23 – 12 | Lugano Rebels | Sportplatz Halden |

| Domat/Ems 30 aprile 2017, ore 14:00 CEST 4ª giornata | Lumberjacks Chur | 0 – 38 | Sankt Gallen Bears | EMS Arena Vial |

| San Gallo 6 maggio 2017, ore 18:00 CEST 5ª giornata | Sankt Gallen Bears | 49 – 0 | Schaffhausen Sharks | Oberstufenzentrum Zil |

| Lugano 14 maggio 2017, ore 14:00 CEST 6ª giornata | Lugano Rebels | 12 – 19 | Sankt Gallen Bears | Stadio comunale di Cornaredo (campo sintetico) |

| Zugo 27 maggio 2017, ore 18:00 CEST 8ª giornata | Midland Bouncers | 0 – 26 | Sankt Gallen Bears | Riedmatt |

| San Gallo 3 giugno 2017, ore 18:00 CEST 9ª giornata | Sankt Gallen Bears | 36 – 0 | Lumberjacks Chur | Oberstufenzentrum Zil |

| Sciaffusa 11 giugno 2017, ore 14:00 CEST 10ª giornata | Schaffhausen Sharks | 9 – 47 | Sankt Gallen Bears |  |

| San Gallo 18 giugno 2017, ore 14:00 CEST 11ª giornata | Sankt Gallen Bears | 30 – 0 | Midland Bouncers | Oberstufenzentrum Zil |

### Playoff
| Plan-les-Ouates 25 giugno 2017 | Geneva Whoppers | 19 – 30 | Sankt Gallen Bears | Centre sportif des Cherpines |

## Statistiche di squadra
| Competizione      | %Vittorie | In casa | In casa | In casa | In casa | In casa | In casa | In trasferta | In trasferta | In trasferta | In trasferta | In trasferta | In trasferta | Totale | Totale | Totale | Totale | Totale | Totale |
| Competizione      | %Vittorie | G       | V       | N       | P       | Pf      | Ps      | G            | V            | N            | P            | Pf           | Ps           | G      | V      | N      | P      | Pf     | Ps     |
| ----------------- | --------- | ------- | ------- | ------- | ------- | ------- | ------- | ------------ | ------------ | ------------ | ------------ | ------------ | ------------ | ------ | ------ | ------ | ------ | ------ | ------ |
| Stagione regolare | 1.000     | 4       | 4       | 0       | 0       | 138     | 12      | 4            | 4            | 0            | 0            | 130          | 21           | 8      | 8      | 0      | 0      | 268    | 33     |
| Playoff           | 1.000     | 0       | 0       | 0       | 0       | 0       | 0       | 1            | 1            | 0            | 0            | 30           | 19           | 1      | 1      | 0      | 0      | 30     | 19     |
| Totale            | 1.000     | 4       | 4       | 0       | 0       | 138     | 12      | 5            | 5            | 0            | 0            | 160          | 40           | 9      | 9      | 0      | 0      | 298    | 52     |